# It – Welcome to Derry
Artikelns titel kan av tekniska skäl inte återges korrekt. Den korrekta titeln är It: Welcome to Derry.
It: Welcome to Derry är en kommande amerikansk skräckserie på TV skapad av Andy och Barbara Muschietti, tillsammans med Jason Fuchs. Den är en föregångare till filmerna Det och Det: Kapitel 2 från 2017 respektive 2019, som i sin tur bygger på Stephen Kings roman Det från 1986. Bland rollerna syns Jovan Adepo, Chris Chalk, Taylour Paige, James Remar och Stephen Rider, tillsammans med Bill Skarsgård som för tredje gången tar sig an rollen som skräckclownen Det / Pennywise.
Serien beräknas släppas för premiär på TV-kanalen HBO under år 2025. Den kommer i nuläget (juni 2025) att bestå av en första säsong, med totalt nio avsnitt.

## Rollista

### Huvudroller
| Jovan Adepo    | – TBA             |
| Chris Chalk    | – TBA             |
| Taylour Paige  | – TBA             |
| James Remar    | – TBA             |
| Stephen Rider  | – TBA             |
| Bill Skarsgård | – Det / Pennywise |

### Återkommande roller
| Madeleine Stowe      | – TBA |
| Alixandra Fuchs      | – TBA |
| Kimberly Guerrero    | – TBA |
| Dorian Grey          | – TBA |
| Thomas Mitchell      | – TBA |
| BJ Harrison          | – TBA |
| Peter Outerbridge    | – TBA |
| Shane Marriott       | – TBA |
| Chad Rook            | – TBA |
| Joshua Odjick        | – TBA |
| Morningstar Angeline | – TBA |
| Rudy Mancuso         | – TBA |